# Santanópolis
Santanópolis é um município brasileiro do estado da Bahia localizado na Área de Expansão Metropolitana de Feira de Santana.